# 埃德娜·坎贝尔
埃德娜·坎贝尔（英語：Edna Campbell，1968年11月26日—），生于宾夕法尼亚州費城，美国前女子篮球运动员，场上位置是后卫。她曾随国家队参加1998年女篮世锦赛，结果获得冠军。